# 鈴木ブルーノ
鈴木 ブルーノ（すずき ブルーノ）ことスズキ・カスタニェイラ・ブルーノ・ジュンイチ（Suzuki Castanheira Bruno Junichi、1990年5月20日 - ）は、ブラジル出身のプロサッカー選手。マレーシア・プレミアリーグ・バンコク所属。ポジションはフォワード。2009年に日本国籍取得。2012年までのJリーグでの登録名はブルーノ・カスタニェイラ。

## 来歴
ブラジル北部パラー州出身の日系ブラジル人。6歳の頃に家族と共に滋賀県土山町（現甲賀市）に移り住み、地元の少年団でサッカーをはじめる。高校ではガンバ大阪のユースチームに所属。3年次には大塚翔平、宇佐美貴史といった選手たちと共に攻撃陣の一角を担い、数々のタイトル獲得に貢献するがトップチーム昇格の夢は叶わなかった。
2009年、前年12月に練習参加していたアルビレックス新潟に入団。2009年8月に当時JFL所属のFC町田ゼルビアへと期限付き移籍した。
同年9月30日付けで日本国籍を取得。12月にアルビレックス新潟に復帰。2010年6月、シンガポール・Sリーグのアルビレックス新潟シンガポールに期限付き移籍。
2012年より、アルビレックス新潟に復帰。シーズン途中に右SBにコンバート。Jリーグカップでベンチ入りした際には、FW、DF両方で登録された。
2013年より、アルビレックス新潟シンガポールに完全移籍。2014年はホーム・ユナイテッドに、2015年はゲイラン・インターナショナルFCに移籍。
2016年、FC岐阜に移籍。4月3日の第6節・徳島ヴォルティス戦でJ初出場・初得点を記録。

## 人物・エピソード
- 日本名は「鈴木順一」といい、登録名も同名にしていたが、ガンバ大阪ユース時代に「ブルーノ・カスタニェイラ」に変更する。
- 過去にユース年代の代表合宿（JFAエリートプログラム）に呼ばれたことはあるが、日本国籍を有していないために代表入りは叶わず。以前から「20歳になったら日本国籍に変えるつもり」と公言していた。2009年3月31日に大津地方法務局に帰化申請、2009年9月30日付で法務省から日本への帰化が正式に認可された[4]。日本名は「スズキ カスタニェイラ ブルーノ ジュンイチ」（出生名及び旧名はスズキ ブルーノ カスタニェイラ ジュンイチ）。

## 個人成績
| 国内大会個人成績 | 国内大会個人成績 | 国内大会個人成績 | 国内大会個人成績 | 国内大会個人成績 | 国内大会個人成績 | 国内大会個人成績 | 国内大会個人成績 | 国内大会個人成績 | 国内大会個人成績 | 国内大会個人成績 | 国内大会個人成績 |
| 年度             | クラブ           | 背番号           | リーグ           | リーグ戦         | リーグ戦         | リーグ杯         | リーグ杯         | オープン杯       | オープン杯       | 期間通算         | 期間通算         |
| 年度             | クラブ           | 背番号           | リーグ           | 出場             | 得点             | 出場             | 得点             | 出場             | 得点             | 出場             | 得点             |
| 日本             | 日本             | 日本             | 日本             | リーグ戦         | リーグ戦         | リーグ杯         | リーグ杯         | 天皇杯           | 天皇杯           | 期間通算         | 期間通算         |
| ---------------- | ---------------- | ---------------- | ---------------- | ---------------- | ---------------- | ---------------- | ---------------- | ---------------- | ---------------- | ---------------- | ---------------- |
| 2009             | 新潟             | 27               | J1               | 0                | 0                | 0                | 0                | -                | -                | 0                | 0                |
| 2009             | 町田             | 29               | JFL              | 3                | 0                | -                | -                | -                | -                | 3                | 0                |
| 2010             | 新潟             | 27               | J1               | 0                | 0                | 0                | 0                | -                | -                | 0                | 0                |
| シンガポール     | シンガポール     | シンガポール     | シンガポール     | リーグ戦         | リーグ戦         | リーグ杯         | リーグ杯         | シンガポール杯   | シンガポール杯   | 期間通算         | 期間通算         |
| 2010             | 新潟S            | 7                | Sリーグ          | 15               | 4                | 0                | 0                | 2                | 0                | 17               | 4                |
| 2011             | 新潟S            | 7                | Sリーグ          | 33               | 12               | 4                | 3                | 6                | 1                | 43               | 16               |
| 日本             | 日本             | 日本             | 日本             | リーグ戦         | リーグ戦         | リーグ杯         | リーグ杯         | 天皇杯           | 天皇杯           | 期間通算         | 期間通算         |
| 2012             | 新潟             | 27               | J1               | 0                | 0                | 0                | 0                | 0                | 0                | 0                | 0                |
| シンガポール     | シンガポール     | シンガポール     | シンガポール     | リーグ戦         | リーグ戦         | リーグ杯         | リーグ杯         | シンガポール杯   | シンガポール杯   | 期間通算         | 期間通算         |
| 2013             | 新潟S            | 7                | Sリーグ          | 27               | 6                | 4                | 0                | 1                | 1                | 32               | 7                |
| 2014             | ホームU          | 7                | Sリーグ          | 25               | 8                | 3                | 1                | 6                | 0                | 34               | 9                |
| 2015             | ゲイランI        | 19               | Sリーグ          | 25               | 12               | 4                | 5                | 3                | 1                | 32               | 18               |
| 日本             | 日本             | 日本             | 日本             | リーグ戦         | リーグ戦         | リーグ杯         | リーグ杯         | 天皇杯           | 天皇杯           | 期間通算         | 期間通算         |
| 2016             | 岐阜             | 29               | J2               | 11               | 3                | -                | -                | 1                | 0                | 12               | 3                |
| マレーシア       | マレーシア       | マレーシア       | マレーシア       | リーグ戦         | リーグ戦         | マレーシア杯     | マレーシア杯     | FA杯             | FA杯             | 期間通算         | 期間通算         |
| 2017             | スンビラン       | 7                | プレミア         |                  |                  |                  |                  |                  |                  |                  |                  |
| 通算             | 日本             | 日本             | J1               | 0                | 0                | 0                | 0                | 0                | 0                | 0                | 0                |
| 通算             | 日本             | 日本             | J2               | 11               | 3                | -                | -                | 1                | 0                | 12               | 3                |
| 通算             | 日本             | 日本             | JFL              | 3                | 0                | -                | -                | -                | -                | 3                | 0                |
| 通算             | シンガポール     | シンガポール     | Sリーグ          | 125              | 42               | 15               | 9                | 18               | 3                | 158              | 54               |
| 通算             | マレーシア       | マレーシア       | プレミア         |                  |                  |                  |                  |                  |                  |                  |                  |
| 総通算           | 総通算           | 総通算           | 総通算           | 139              | 45               | 15               | 9                | 19               | 3                | 173              | 57               |

- Jリーグ初出場・初得点：2016年4月3日 J2第6節 対徳島ヴォルティス戦（鳴門大塚）

## タイトル

### クラブ
ガンバ大阪ユース
- 日本クラブユース選手権(U-18)：2回 (2006年、2007年)
- Jユースカップ：1回 (2008年)

アルビレックス新潟シンガポール
- シンガポールリーグカップ (2011年)